# 6405 Komiyama
6405 Komiyama este un asteroid din centura principală de asteroizi.

## Descriere
6405 Komiyama este un asteroid din centura principală de asteroizi. A fost descoperit pe 30 aprilie 1992 la Yatsugatake de Yoshio Kushida și Osamu Muramatsu. Asteroidul prezintă o orbită caracterizată de o semiaxă mare de 2,26 ua, o excentricitate de 0,12 și o înclinație de 4,8° în raport cu ecliptica.